# سی.سی.اچ. پاوندر
سی. سی.اچ. پاوندر (انگلیسی: C. C. H. Pounder؛ زادهٔ ۲۵ دسامبر ۱۹۵۲) هنرپیشه و صداپیشه اهل ایالات متحده آمریکا است. وی از سال ۱۹۷۹ میلادی تاکنون مشغول فعالیت بوده‌است.

## گزیدهٔ آثار

### سینما
- ابزارهای مرگبار: شهر استخوان‌ها (۲۰۱۳)
- آواتار (۲۰۰۹)
- یتیم (۲۰۰۹)
- پایان دوران (۱۹۹۹)
- تغییر چهره (۱۹۹۷)
- علاءالدین و شاه دزدان (۱۹۹۶)
- شوالیه شیطان (۱۹۹۵)
- پلیس آهنی ۳ (۱۹۹۳)
- آسمان‌خراش (۱۹۹۳)
- بنی و جون (۱۹۹۳)
- روانی ۴ (۱۹۹۰)
- کارت‌پستال‌هایی از لبه پرتگاه (۱۹۹۰)
- کافه بغداد (۱۹۸۷)
- شرافت پریتزی (۱۹۸۵)
- اینطور چیزها (۱۹۷۹)

### تلویزیون
- ان‌سی‌آی‌اس: نیواورلئان (۲۰۱۴)
- ان‌سی‌آی‌اس (۲۰۱۴)
- فرزندان آشوب (۲۰۱۴–۲۰۱۳)
- انبار ۱۳ (۲۰۱۴–۲۰۰۹)
- قانون و نظم: واحد قربانیان ویژه (۲۰۱۰–۲۰۰۱)
- بال غربی (۲۰۰۰)
- بخش فوریت‌های پزشکی (۱۹۹۷–۱۹۹۴)
- پرونده‌های اکس (۱۹۹۴)